# Narcís Sicars i Lligoña
Narcís Sicars i Lligoña (Sant Feliu de Guíxols, Girona, 9 d'abril de 1801 - Barcelona, 15 de desembre de 1877) va ser un jurista i polític català.

## Biografia
Doctor en Dret per la Universitat d'Osca. Va ser nomenat anys després president de la Sala dels jutjats de la província de Girona.
A partir de 1840 s'inicia en política: alcalde de Girona en 1841, i diputat a Corts per Girona en dues ocasions: en 1840 i en el període 1844-1846.
El seu pare, Narcís Sicars, era comerciant d'una drogueria. El seu avi matern, Simeó Lligoña i Pujals (Arbúcies 1746 - Sant Feliu de Guíxols, 1795), llicenciat en medicina (Osca, 1772), va ser metge, regidor i un prohom local de Sant Feliu de Guíxols. El carrer "Doctor Lligoña" d'aquesta localitat gironina es deu al seu honor.
Un dels seus fills, Emili Sicars i de Palau (1841-1913), també de filiació carlista, fou diputat a Corts en el període 1871-1872 per la circumscripció de Girona. Candidat carlista a les eleccions generals de 1872 i 1891 per Girona. Senador del Regne entre 1907-1910 per la circumscripció de Barcelona en la candidatura de Solidaritat Catalana.
Un altre fill, l'advocat Manuel Sicars i de Palau (†1898), va ser secretari de la Reial Acadència Catalana de Belles Arts de Sant Jordi entre 1850 i 1855.
El seu net Narcís Sicars i Salvadó (†1918) va ser I marquès de Sant Antoni, Doctor en Dret i en Filosofia i Lletres, escriptor catòlic i adaptador al català d'obres de teatre.